# 伍德拉夫 (愛達荷州)
伍德拉夫（英語：Woodruff）是位於美國愛達荷州奧奈達縣的一個非建制地區。該地的面積和人口皆未知。

## 地理
伍德拉夫的座標為42°02′10″N 112°12′53″W / 42.03611°N 112.21472°W，而該地的平均海拔高度為1367米（即4485英尺）。